# Sacciolepis curvata
Sacciolepis curvata är en gräsart som först beskrevs av Carl von Linné, och fick sitt nu gällande namn av Mary Agnes Chase. Sacciolepis curvata ingår i släktet Sacciolepis och familjen gräs. IUCN kategoriserar arten globalt som livskraftig. Inga underarter finns listade i Catalogue of Life.